# Julie Šupichová
Julie Šupichová (27. ledna 1884 – 20. prosince 1970) byla česká učitelka, spisovatelka a esperantistka. Vydavatelka bývalého časopisu Esperantský zpravodaj a autorka v časopisu Malý čtenář.

## Dílo
- Seznam děl v Souborném katalogu ČR, jejichž autorem nebo tématem je Julie Šupichová
- 28 učebnic a brožur
- čítanka Legu kaj parolu